# 綾木大方
綾木大方（あやぎのおおかた、元亀2年（1571年） - 寛永7年10月22日（1630年11月26日））は、戦国時代から江戸時代初期にかけての女性。毛利氏家臣である内藤隆春の次女。初めは内藤元盛（佐野道可）に嫁ぎ、元盛の死後は山内元如に嫁ぐ。「綾木大方」という呼称の由来は、長門国美祢郡綾木。

## 生涯
元亀2年（1571年）、毛利氏家臣の内藤隆春の次女として生まれる。父の隆春には男子がいなかったため、宍戸元秀の次男・元盛を養子とし、綾木大方を嫁がせた。
慶長19年（1614年）から慶長20年（1615年）にかけての大坂の陣で、夫の元盛が「佐野道可」と名を変えて豊臣方に味方し、戦後に自刃した。元盛と違って子の元珍と粟屋元豊は大坂城に入城せず、元盛が勝手に取った行動であると主張して幕府の追及を免れたが、毛利輝元の命によって自刃させられた。この処置に綾木大方は輝元を非難したが、さらに元珍の子の元宣が幽閉され、元盛の内藤家は一時断絶することとなる。
元盛の死後、輝元の命により山内元如（佐渡守）に再嫁し娘が生まれたが、後に山内家も断絶したため、綾木大方には子の養育料として300石が与えられ、寛永2年（1625年）8月13日に改めて長門国大津郡日置村の内に100石の地を与えられた。
その後、内藤元盛との間の娘と、山内元如との間の娘は、毛利輝元の正室である清光院の養女となって、それぞれ福原元房（相模守）と岩室坊勢祐（根来勢祐）へ嫁ぐこととなったが綾木大方は心変わりし、岩室坊勢祐に娘が嫁がせず、綾木大方に与えられていた100石の知行を相続させる人物に嫁がせたいと願った。これに対して毛利秀就は、小姓の祖式就吉に綾木大方の娘を嫁がせ、就吉の50石と綾木大方の100石を合わせた150石を就吉の知行と決めた。なお、綾木大方の娘と祖式就吉の婚姻は、綾木大方の死後の寛永9年（1632年）9月に行われた。
寛永7年10月22日（1630年11月26日）に死去。享年60。